# 吳與言
吳與言（1535年—1585年），字志默，又字志説，號少栢，明朝政治人物，广东潮州府大埔县湖寮人，同进士出身。

## 生平
嘉靖四十年（1561年）辛酉科廣東鄉試第二十九名。嘉靖四十四年（1565年），登三甲第一百七十八名進士。通政司观政，本年十月授汉阳府推官，与当权者不合，受到排挤，隆庆三年（1569年）四月升调杭州府同知。五年正月升兵部职方司员外郎。不久因父丧丁忧回乡，守丧期满，万历二年（1574年）五月补户部员外郎，八月调兵部，三年八月升职方司郎中。蒙古王俺答受封，与言参与其事，深得尚书谭纶赏识。万历五年（1577年）十一月谭纶、与言和继任者不合，出官江西布政使司參議。万历八年（1580年）二月升四川按察司副使，九年二月京考听降，十一年正月致仕，十三年卒，享年五十一。

## 家族
曾祖吳文明；祖父吳孔瀾；父吳大賔，教授。母巫氏。兄與回、與泰，俱庠生；弟與聞、與成、與幾。